# ناحية البحار
ناحية البحار هي ناحية عراقية في الصَوب الغربي مِن شط العرب في شمال قضاء الفاو في محافظة البصرة بأقصى جنوب العراق، استحدثت في 2 آذار سنة 1962، وفيها أشجار نخيل كثيرة كثيفة، ومتنوعة في المناطق ومساحتها تقدر بحوالي 217 كم2 ويقدر عدد سكانها باكثر من 22 الف نسمة تقديرات 2011م.

## مقاطعات ناحية البحار
مركز ناحية البحار هو في القسم ب من مقاطعة الدورة رقم 4، ألغيت الناحية قبل سنة 2007، ثم أُعيدت سنة 2022.
| المقاطعة ورقمها           | مساحتها | سكانها |
| ( 1) كوت بندر حوز المريجة |         |        |
| (2) كوت الخليفة           |         |        |
| (3) الفداغية              |         |        |
| (4) الدورة                |         |        |
| (5) المعامر               |         |        |
| قسم من المقاطعة (7) الصبخ |         |        |